# Méchraâ Houari Boumédienne
Méchraâ Houari Boumédienne (em árabe: مشرع ھوارى بومدين) é uma cidade e comuna localizada na província de Béchar, Argélia. Em 2008, sua população era de 3 091 habitantes.